# Cyril Théréau
Cyril Théréau (* 24. April 1983 in Privas) ist ein französischer ehemaliger Fußballspieler.

## Karriere

### In Belgien & Rumänien
Bevor Théréau zum RSC Anderlecht ging, spielte er für US Orléans, SCO Angers in Frankreich, danach für den Charleroi SC  in Belgien und anschließend für Steaua Bukarest in Rumänien. Théréau machte damit einen großen Sprung in seiner Karriere, so spielte er 2006 noch in der französischen dritten Liga, im selben Jahr spielte er mit Steaua Bukarest in der UEFA Champions League. Théréau wurde als Ersatz für den verletzten Victoraș Iacob zu Steaua Bukarest geholt, wo er am 12. November 2006 ein Hattrick gegen FC Național Bukarest erzielte. Zusammen mit Valentin Badea wurde Théréau als der beste Transfer der Saison 2006/07 bezeichnet.
Am 26. Juni wurde Théréau vom belgischen Rekordmeister RSC Anderlecht für einen Betrag von über drei Millionen Euro verpflichtet, floppte hier aber und so wurde er ein Jahr später an Charleroi verkauft. An alter Wirkungsstätte lief es wieder besser für ihn, unter anderem erzielte er ein Hattrick gegen Sporting Lokeren am 10. März 2010, Charleroi gewann das Spiel 4:1.

### In Italien
Am 24. August 2010 gab der italienische Erstligist Chievo Verona die Verpflichtung von Théréau bekannt. In Chievo avancierte er schnell zum Stammspieler und sicherte seiner Mannschaft mit wichtigen Toren den Klassenerhalt.
Am 26. Juni 2014 verstärkte sich Udinese Calcio mit Cyril Théréau. Udinese überwies rund 2 Millionen Euro Ablöse für den 31-jährigen Mittelstürmer. In Udinese war Théréau auf Anhieb Stammspieler und bestritt 36 von 38 möglichen Partien in der Saison 2015/16, zudem erzielte er elf Tore. 2017 wechselte er zum AC Florenz.

## Trivia
- Bei jedem erzielten Tor formt Théréau seinen Zeige- und Mittelfinger und seinen Ring- und kleinen Finger zu einem Paar und spreizt diese in der Mitte auseinander.